# Parepistaurus stigmaticus
Parepistaurus stigmaticus är en insektsart som beskrevs av Bolívar, I. 1912. Parepistaurus stigmaticus ingår i släktet Parepistaurus och familjen gräshoppor. Inga underarter finns listade i Catalogue of Life.